# سیدارتا موکرجی
سیدارتا موکرجی (به بنگالی: সিদ্ধার্থ মুখার্জী)؛ (زاده ۱۰ ژوئیهٔ ۱۹۷۰ در دهلی نو) پزشک، سرطان‌شناس و نویسنده هندی-آمریکایی است. او با نوشتن کتاب پادشاه همه بیماری‌ها: زندگینامه‌ای در وصف سرطان (۲۰۱۰) که در سال ۲۰۱۱ میلادی برندهٔ جایزه پولیتزر در بخش آثار غیرداستانی شد شناخته می‌شود. موکرجی در این کتاب، تاریخ ۴۰۰۰ ساله‌ای از سرطان را روایت می‌کند. در سال ۲۰۱۵ فیلم مستندی بر پایه این کتاب توسط کن برنز برای شبکهٔ تلویزیونی پی‌بی‌اس ساخته شد.

## زندگی‌نامه

### آغاز زندگی و تحصیل
سیدارتا موکرجی در خانواده‌ای بنگالی در دهلی نو زاده شد. پدر او، سیبسوار موکرجی، از مدیران میتسوبیشی، و مادر او، چاندانا موکرجی، آموزگار مدرسه‌ای در کلکته بودند. سیدارتا در مدرسهٔ سینت کلومبوس در دهلی درس خواند. او در ۱۹۸۹ میلادی توانست بزرگترین جایزهٔ مدرسه، به نام «شمشیر افتخار» را دریافت کند. موکرجی به عنوان دانشجوی زیست‌شناسی دانشگاه استنفورد در آزمایشگاه پل برگ (برندهٔ جایزهٔ نوبل) به کارِ شناسایی ژن‌هایی پرداخت که رفتار سلول‌های سرطانی را تغییر می‌دهند.
موکرجی پس از دریافت بورسیه رودز، در دانشگاه آکسفورد مشغول به تحصیل شد و مدرک پی‌اچ‌دی ایمنی‌شناسی را از کالج مگدالن، آکسفورد دریافت کرد. پس از فراغت از تحصیل، وارد مدرسه پزشکی هاروارد شد و دورهٔ دکترای پزشکی را در سال ۲۰۰۰ به پایان رساند. سپس به مدت ۳ سال دستیار پزشکی داخلی در بیمارستان عمومی ماساچوست شد و طی ۳ سال بعدی دورهٔ سرطان‌شناسی را در موسسهٔ سرطان دانا-فاربر گذراند.

### زندگی شخصی
موکرجی در نیویورک زندگی می‌کند و با هنرمند آمریکایی برندهٔ کمک‌هزینه مک‌آرتور و نمایندهٔ آمریکا در دوسالانه ونیز در ۲۰۱۳ میلادی، سارا زی ازدواج کرده‌است. آن‌ها دارای دو فرزند دختر به نام‌های لیلا و آریا هستند.

## کار حرفه‌ای
موکرجی اکنون استادیار دپارتمان پزشکی (سرطان‌شناسی) در دانشگاه کلمبیا در نیویورک است. او همچنین به‌عنوان پزشک در مرکز پزشکی دانشگاه کلمبیا کار می‌کند.
در ۲۰۱۰ میلادی، انتشارات سایمون اند شوستر کتاب او را با نام پادشاه همه بیماری‌ها: زندگینامه‌ای در وصف سرطان منتشر کرد. این کتاب تاریخ تشخیص و درمان سرطان انسان از مصر باستان تا تازه‌ترین دستاوردها در شیمی‌درمانی و درمان هدفمند را به تصویر می‌کشد. در سال ۲۰۱۰ میلادی مجله اپرا این کتاب را در میان ۱۰ کتاب برتر آن سال خود جای داد. این کتاب همچنین در فهرست ۱۰ کتاب برتر ۲۰۱۰ نیویورک تایمز و ۱۰ کتاب غیرداستانی برتر ۲۰۱۰ تایم جای گرفت.
در سال ۲۰۱۱ میلادی پادشاه همه بیماری‌ها: زندگینامه‌ای در وصف سرطان یکی از نامزدهای نهایی جایزه ملی حلقه منتقدان کتاب شد. این کتاب جایزه پولیتزر در بخش آثار غیرداستانی را در ۱۸ آوریل سال ۲۰۱۱ دریافت کرد. پولیتزر آن را «پژوهشی برازنده، همزمان هم بالینی و هم شخصی، در تاریخ یک بیماری موذی» توصیف کرد «که علی‌رغم پیشرفت‌های چشمگیر در درمان، هنوز دانش پزشکی را به چالش می‌کشد». در سال ۲۰۱۱ موکرجی جایزهٔ ادبی جایزه قلم ای. او. ویلسون در ادبیات علم را نیز دریافت کرد. مجلهٔ تایم موکرجی را در فهرست ۱۰۰ فرد تأثیرگذار خود قرار داد و کتاب او را یکی از بهترین ۱۰۰ کتاب غیرداستانی از سال ۱۹۲۳ نامید.
به عنوان یک سرطان‌شناس و خون‌شناس آموزش دیده، موکرجی به ارتباط میان یاخته‌های بنیادی عادی و سلول‌های سرطانی می‌پردازد. آزمایشگاه موکرجی پژوهش‌هایی را بر روی محیط سلول‌های بنیادی، با تمرکز ویژه بر سلول‌های خون‌ساز انجام داده است. سلول‌های خون‌ساز (سلول‌های بنیادی خونساز) در مغز استخوان یافت می‌شوند. کار علمی موکرجی توسط چندین کمک‌هزینه از مؤسسه ملی سلامت و بنیادهای خصوصی شامل کمک‌هزینهٔ چالش در ۲۰۰۹ میلادی به رسمیت شناخته شد.
در یک همکاری طی سال‌های ۱۹۹۰ و ۲۰۰۰ آزمایشگاه موکرجی ژن‌ها و مواد شیمیایی را شناسایی کرد که می‌توانستند ریزمحیط سلول‌ها را تغییر دهند و در نتیجه رفتار سلول‌های معمولی و سرطانی را عوض کنند. هم‌اکنون دو پژوهش شیمیایی مشابه در کارآزمایی بالینی است. این آزمایشگاه همچنین موفق به شناسایی جهش در سندرم میلودیسپلاستیک و سرطان خون میلوئید حاد شده، و نقش مهمی در یافتن درمان برای این بیماری‌ها در محیط آزمایشگاه داشته‌است. آزمایشگاه موکرجی در مرکز جامع سرطان هربرت ایروینگ در دانشگاه کلمبیا واقع شده‌است. او پیشتر با مؤسسهٔ سلول بنیادی هاروارد و بیمارستان عمومی ماساچوست در بوستون همکاری داشت.
موکرجی در سال ۲۰۱۶ میلادی کتابی با نام ژن: تاریخچه‌ای خودمانی منتشر کرد که تاریخچه‌ای از دانش ژنتیک را ارائه می‌کند و در آن به تاریخچهٔ ژنتیکی خانوادهٔ نویسنده هم پرداخته شده‌است. این کتاب به بحث دربارهٔ قدرت دانش ژنتیک در تعیین سلامت و وضعیت کلی مردم می‌پردازد. ولی مراقب است که اجازه ندهد توانایی‌های ژنتیک، شیوهٔ تفکر سرنوشت را تعریف کنند که در طول تاریخ منجر به افزایش اصلاح نژاد شده‌است. این همان چیزی است که موکرجی فکر می‌کند فاقد ظرافتی است که برای چیز پیچیده‌ای چون انسان لازم است.
موکرجی بطور گسترده در ژورنال‌های علمی چون نیچر و ژورنال پزشکی نیوانگلند به انتشار مقاله دست زده است.

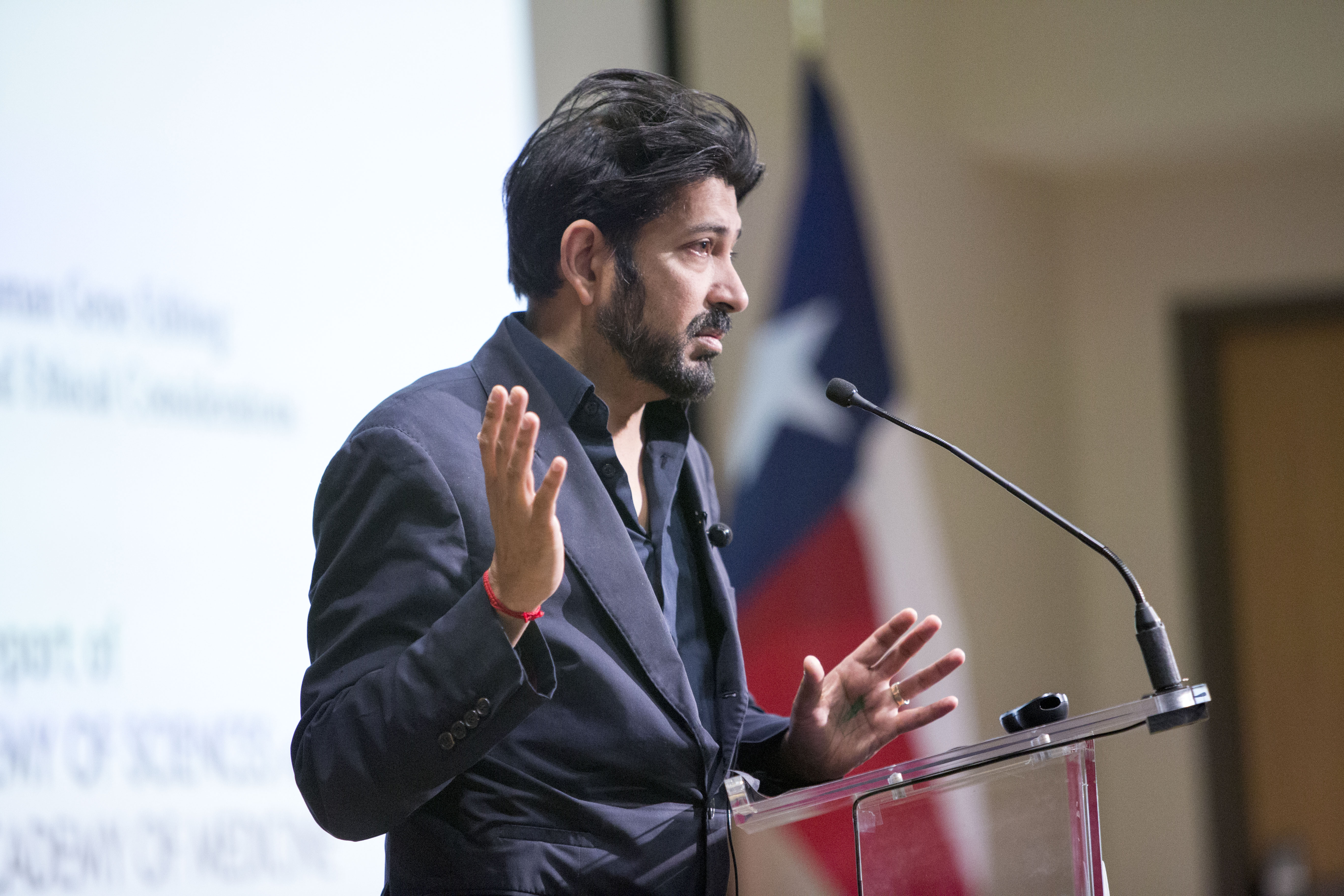
سخنرانی در دانشکده ارتباطات مودی دانشگاه تگزاس در آستین (آوریل ۲۰۱۷)

## کتاب‌ها
- ۲۰۱۰: پادشاه همه بیماری‌ها: زندگینامه‌ای در وصف سرطان (شابک ۹۷۸-۰-۰۰-۷۲۵۰۹۲-۹).
- ۲۰۱۵: قوانین پزشکی:یادداشت های میدانی از علمی متغیر (شابک ۹۷۸-۱-۴۷۱۱-۴۱۸۵-۰).[۱۶]
- ۲۰۱۶: ژن: تاریخچه‌ای خودمانی (شابک ۹۷۸-۱-۴۷۶۷-۳۳۵۰-۰)[۱۷]
- ۲۰۱۱: جایزهٔ رهبری سرطان (بطور مشترک به کاتلین سیبیلیوس و اورین هچ).

## جایزه‌ها و افتخارات
- ۱۹۹۳: بورسیه رودز، ۱۹۹۳–۱۹۹۶.
- ۲۰۱۰: جایزهٔ بنیاد سرطان خون گابریل آنجل ۲۰۱۰.
- ۲۰۱۰: ۱۰۰ کتاب برجستهٔ ۲۰۱۰ به انتخاب مجلهٔ نیویورک تایمز.[۱۸]
- ۲۰۱۱: نامزد نهایی لس آنجلس تایمز برای جایزهٔ کتاب در شاخهٔ دانش و فناوری.[۱۹]
- ۲۰۱۱: جایزه پولیتزر، پادشاه همه بیماری‌ها.[۱۲]
- ۲۰۱۱: جایزه قلم ای. او. ویلسون در ادبیات علم، پادشاه همه بیماری‌ها.
- ۲۰۱۱: جایزهٔ رهبری سرطان (بطور مشترک به کاتلین سیبیلیوس و اورین هچ).
- ۲۰۱۱: جایزه ملی حلقه منتقدان کتاب، نامزد نهایی،پادشاه همه بیماری‌ها.
- ۲۰۱۱: مجلهٔ تایم، بهترین ۱۰۰ کتاب غیرداستانی همهٔ دوران‌ها، پادشاه همه بیماری‌ها.[۱۴]
- ۲۰۱۱: تایم ۱۰۰، تأثیرگذارترین انسان‌ها.
- ۲۰۱۱: جایزه کتاب ولکام تراست، فهرست کوتاه، پادشاه همه بیماری‌ها.[۲۰]
- ۲۰۱۱: جایزه نخست کتاب گاردین، پادشاه همه بیماری‌ها.
- ۲۰۱۲: روشنایی ادبی کتابخانهٔ عمومی بوستون ۲۰۱۲.
- ۲۰۱۴: پادما شری، جایزه چهارمین فرد برتر غیرنظامی توسط دولت هند.[۲۱][۲۲]
- ۲۰۱۶: جایزه کتاب سرمایه‌گذاری علمی انجمن سلطنتی، فهرست کوتاه، برای ژن: تاریخچه‌ای خودمانی.[۲۳]
- ۲۰۱۶: جایزه ادبی ساموئل جانسون برای کتاب‌های غیر داستانی، برای ژن: تاریخچه‌ای خودمانی.[۲۴]
- ۲۰۱۶: "۱۰ کتاب برتر سال ۲۰۱۶" نشریه واشنگتن پست برای ژن: تاریخچه‌ای خودمانی.[۲۵]
- ۲۰۱۷: جایزه علمی فی بتا کاپا برای ژن: تاریخچه‌ای خودمانی.[۲۶]
- ۲۰۱۷: جایزه کتاب ولکام تراست، فهرست کوتاه، برای ژن: تاریخچه‌ای خودمانی.[۲۷]
- ۲۰۱۸: دکترای افتخاری پزشکی از کالج جراحان سلطنتی ایرلند[۲۸] و دانشگاه کالیفرنیای جنوبی.[۲۹]